# Virus de la panachure de la tulipe
Potyvirus tulipadefractum
Espèce
Potyvirus tulipadefractum, aussi appelé virus de la panachure de la tulipe (TBV, Tulip breaking virus), est un phytovirus du genre Potyvirus (famille des Potyviridae). Ce virus à distribution cosmopolite, dont la transmission est assurée par des pucerons, est présent dans toutes les régions tempérées où la tulipe est cultivée.  C'est l'une des cinq espèces de virus de la famille des Potyviridae qui provoque la panachure des couleurs des fleurs de tulipes. Ces virus infectent des plantes appartenant à seulement deux genres de la famille des Liliaceae : les tulipes (Tulipa) et les  lys (Lilium).
Le Tulip breaking virus est un potyvirus — membre d'un groupe dont l'espèce-type est le virus Y de la pomme de terre. On a découvert en 1971 une relation sérologique lointaine entre le Tulip breaking virus et le virus de la gravure du tabac.
Les cinq virus suivants : Tulip breaking virus (TBV), Tulip top-breaking virus (TTBV), Tulip bandbreaking virus (TBBV), Rembrandt tulip-breaking virus (ReTBV) et Lily mottle virus (LMoV), ont tous été identifiés comme des Potyvirus par sérologie et  par PCR (réaction en chaîne par polymérase) spécifique aux Potyvirus. De plus, l'analyse de séquences de fragments d'ADN amplifiés les a tous classés comme virus ou souches distincts ; récemment, le TTBV s'est révélé être apparenté à la souche du virus de la mosaïque du navet.

## Symptômes

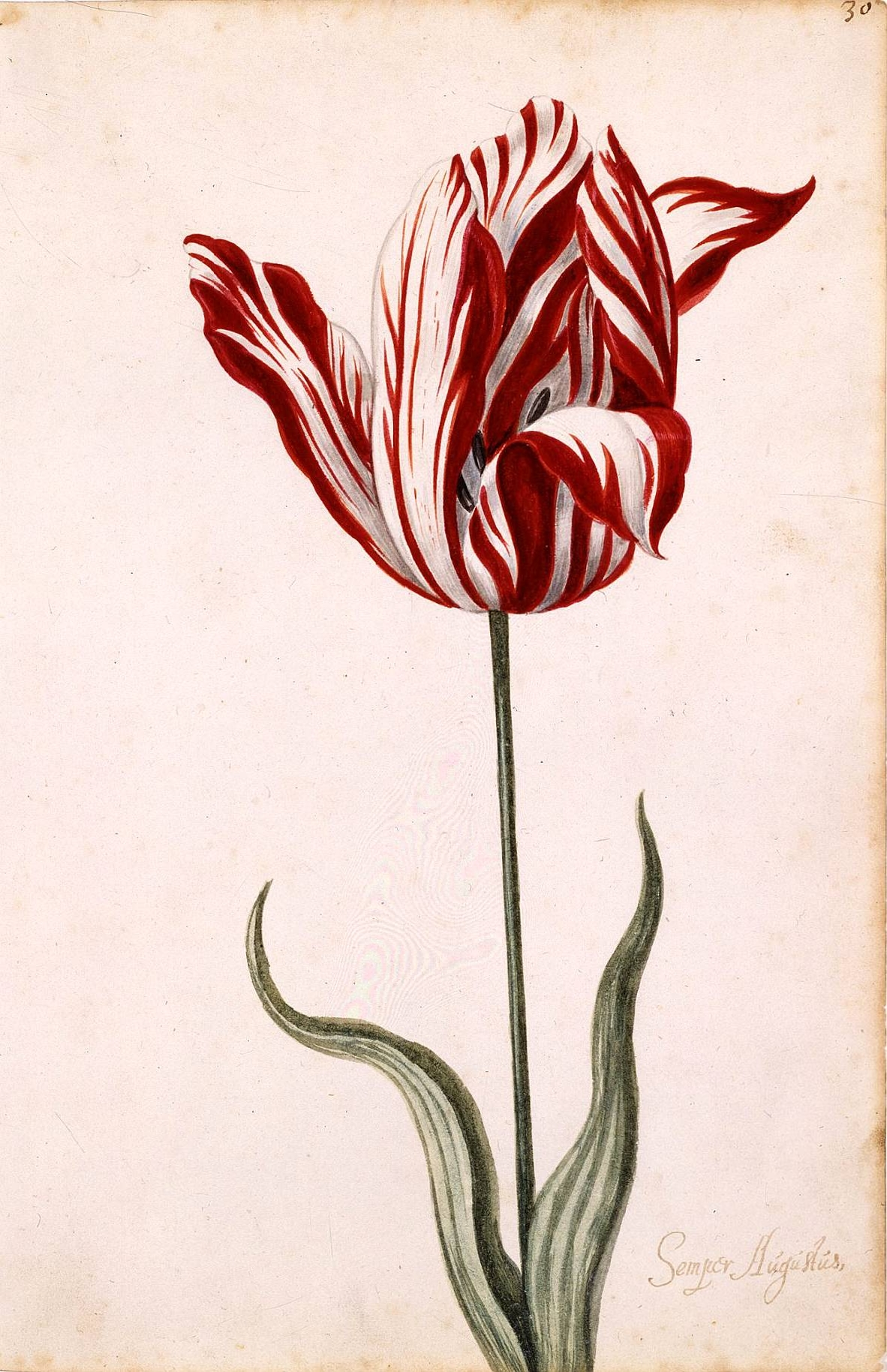
Tulipe cv. 'Semper Augustus' (XVIIe siècle).

Le virus de la panachure de la tulipe provoque la bigarrure des fleurs chez les variétés rouges et violettes des espèces de tulipes et de leurs hybrides. Ce virus affecte en effet la quantité d'anthocyanes présente dans les vacuoles des cellules épidermiques des pétales, ce qui se traduit par  différents types de dégradés de couleur. Chez les variétés à fleurs blanches et jaunes, la couleur des pétales reste inchangée, car ces variétés manquent d'anthocyanes, leur couleur étant déterminée par des plastes incolores ou jaunes dans la mésophylle. Les symptômes peuvent varier selon le cultivar concerné, le stade de développement des plantes, l'effet de différentes conditions de croissance et la souche du virus. Les symptômes apparaissent consécutivement tout au long de la saison de croissance chez différentes plantes infectées, c'est-à-dire avant la floraison ou pendant la floraison, toutefois après la floraison, des symptômes nouvellement formés peuvent toujours apparaître chez certains cultivars.
La tige de la fleur peut présenter une couleur légèrement différente avant et après la floraison. La couleur des boutons floraux peut être anormale,.

Les plantes infectées peuvent également présenter des marbrures foliaires. Des motifs de mosaïque vert clair/vert foncé ou rouge violacé à vert peuvent se développer sur les feuilles selon le cultivar. Le virus infecte également les espèces de lys, provoquant des marbrures légères à modérées dans les feuilles,.

Le virus affaiblit le bulbe et empêche une bonne reproduction. Au fil des générations, le bulbe s'affaiblit de plus en plus, jusqu'à ce qu'il ne permette plus la floraison et qu'il se flétrisse, ce qui peut entraîner l'extinction d'une lignée génétique. Pour cette raison, les exemples les plus célèbres de tulipes aux couleurs panachées, comme 'Semper Augustus' et 'Viceroy', n'existent plus.
D'autres virus peuvent également provoquer différentes formes de panachure de la couleur des fleurs de tulipe, en dehors des symptômes foliaires, par exemple le Tobacco rattle virus, le Tobacco necrosis virus, le Lily symptomless virus, Tulip X virus et le Tulip mild mottle mosaic virus.

## Souches du virus
Deux souches distinctes du virus, le STBV (Severe tulip breaking virus) et le MTBV (Mild tulip breaking virus), ont été déterminées d'après le type et la gravité des symptômes qu'elles provoquent. Chez certaines variétés, le  STBV provoque une   panachure totale  (full breaking) ou une panachure claire  (light breaking)  lorsque, en raison d'un manque d'anthocyane, le pigment présent dans les cellules à la surface des chromoplastes s'estompe et la couleur plus claire (blanche ou jaune) de l'intérieur du  mésophylle est exposée, sous forme de stries irrégulières ou de fins plumetis. Chez ces mêmes variétés, le MTBV provoque des panachures légères (self breaking) ou des panachures sombres (dark breaking), dues à un excès d'anthocyanes, de sorte que dans les cellules épidermiques la couleur  est intensifiée en stries sombres ou en taches et tourbillons allongés. La panachure apparaît généralement sur le bord et au sommet des pétales et sépales. Le type de panachure le plus courant chez les plantes naturellement infectées, appelé « panachure moyenne », est causé par une infection par un complexe viral, mélange de STBV et de MTBV. On peut observer, dans différentes parties du même pétale, des symptômes de « panachure claire » et de « panachure sombre », ainsi que certaines zones intactes. Lorsqu'elles sont jeunes, les plantes infectées par un mélange des souches  peuvent présenter les deux effets, avec des symptômes de « panachure légère » limités à la partie basale du pétale et de effets marqués de « panachure sombre » dans les parties supérieures.

## Distribution
Le TBV a une répartition cosmopolite. On l'a signalé dans toutes les régions tempérées où les tulipes sont cultivées. Il est particulièrement répandu dans l'Europe méridionale  où les pucerons vecteurs sont abondants dès le début de la saison de croissance.